# 蔀関牛
蔀 関牛（しとみ かんぎゅう、生没年不詳）とは、江戸時代中期の大坂の浮世絵師。

## 来歴
蔀関月の門人でその息子。大坂の人。姓は蔀、名は徳風。俗称は蔀屋仙三、字は子偃。関牛、二代目荑揚斎（いようさい）と号す。助右衛門町立売堀一丁目に住んでいた。作画期は文政10年（1827年）から天保12年（1841年）にかけてで、実用書啓蒙書の挿絵を多く描く。また暦や地図なども描き、篆刻や書にも優れていた。代表作として文政10年刊行の自画作の往来物『庭訓往来絵抄』1冊、同年刊行の往来物『日本往来』（竜章堂閑斎作）1冊、天保12年刊行の往来物『女諸礼綾錦』（木村繁雄編）三巻3冊など、教訓書では嘉永3年（1850年）刊行の『実語教童子教精注鈔』1冊などがある。大坂の地図『摂州大阪全図』を描き、『備中国大絵図』では関牛が作図をし松川半山が絵を描いている。没年は天保の末頃といわれる。